# Günter Wegner
Günter Wegner (* 31. März 1937 in Kleinostheim, Landkreis Aschaffenburg; † 23. November 2016 in Würzburg) war ein deutscher Prähistorischer Archäologe.

## Leben
Wegner studierte Katholische Theologie an der Julius-Maximilians-Universität Würzburg von 1957 bis 1963 und war bis 1970 in der Seelsorge tätig, davon zeitweise auch als wissenschaftlicher Assistent. 1969 wurde er zum ersten Mal promoviert. 1970 erfolgte die Laisierung durch päpstlichen Dispens. Es folgte von 1970 bis 1975 das Studium der Vor- und Frühgeschichte ebenfalls an der Julius-Maximilians-Universität Würzburg mit Abschluss durch zweite Promotion bei Günther Haseloff. Von 1978 bis 1987 war Wegner als Oberkustos Leiter der prähistorischen Abteilung am Staatlichen Museum für Naturkunde und Vorgeschichte Oldenburg und hatte einen Lehrauftrag an der Universität Oldenburg. Von 1987 bis 2002 leitete er die archäologische Abteilung des Niedersächsischen Landesmuseums Hannover, hatte einen Lehrauftrag an der Universität Göttingen und war seit 1997 dort Honorarprofessor. Im Jahre 2002 trat er in den Ruhestand. Von 1987 bis 1996 war er Vorsitzender der Archäologischen Kommission für Niedersachsen und von 1987 bis 2000 Vorsitzender des Niedersächsischen Landesvereins für Urgeschichte und Herausgeber der Zeitschrift Die Kunde.
Er war mit Christine Wegner verheiratet und hatte einen Sohn. Er ist auf dem Friedhof in Berlin-Frohnau beigesetzt.

## Schriften
Monographien
- Kirchenjahr und Messfeier in der Würzburger Domliturgie des späten Mittelalters (= Quellen und Forschungen zur Geschichte des Bistums und Hochstifts Würzburg. Bd. 22).  Schöningh in Kommission, Würzburg 1970, ISBN 3-87717-022-6 (Zugleich: Würzburg, Universität, theol. Dissertation).
- Kleinostheim. Dokumente und Beiträge zu seiner Geschichte. Hrsg. von der Gemeinde Kleinostheim anlässlich der Tausendjahrfeier. Gemeinde Kleinostheim, Kleinostheim 1975.
- Die vorgeschichtlichen Flussfunde aus dem Main und aus dem Rhein bei Mainz (= Materialhefte zur Bayerischen Vorgeschichte. Reihe A: Fundinventare und Ausgrabungsbefunde. H. 30). Lassleben, Kallmünz 1976, ISBN 3-7847-5000-1 (Zugleich: Würzburg, Universität, phil. Dissertation).
- Archäologische Bodenfunde aus dem Oldenburger Münsterland. Museumsdorf Cloppenburg, Cloppenburg 1985, ISBN 3-923675-05-4.

Aufsätze
- Flussfunde. In: Reallexikon der Germanischen Altertumskunde. Band 9: Fidel – Friedlosigkeit. 2., völlig neu bearbeitete und stark erweiterte Auflage. de Gruyter, Berlin u. a. 1995, ISBN 3-11-014642-8, S. 263–276.
- Ur- und Frühgeschichte der Stadt Wildeshausen und ihrer Umgebung. In: Albrecht Eckhard (Hrsg.): Wildeshausen. Geschichte der Stadt Wildeshausen von den Anfängen bis zum ausgehenden 20. Jahrhundert. Isensee, Oldenburg 1999, ISBN 3-89598-631-3, S. 23–43.
- Auf vielen und zwischen manchen Stühlen. Bemerkungen zu den Auseinandersetzungen zwischen Karl Hermann Jacob-Friesen und Hans Reinerth. In: Achim Leube (Hrsg.): Prähistorie und Nationalsozialismus. Die mittel- und osteuropäische Ur- und Frühgeschichtsforschung in den Jahren 1933–1945 (= Studien zur Wissenschafts- und Universitätsgeschichte. Bd. 2). Synchron, Heidelberg 2002, ISBN 3-935025-08-4, S. 397–417.
- 75 Jahre Arbeitsgemeinschaft für die Urgeschichte Norddeutschlands – Niedersächsischer Landesverein für Urgeschichte und ihre Zeitschrift „Die Kunde“. Teil 1: 1932–1945. In: Die Kunde. Neue Folge, Bd. 57, 2006, S. 225–276.
- 75 Jahre Arbeitsgemeinschaft für die Urgeschichte Norddeutschlands – Niedersächsischer Landesverein für Urgeschichte und ihre Zeitschrift „Die Kunde“. Teil 2: 1950–2001. In: Die Kunde. Neue Folge, Bd. 58, 2007, S. 107–166.

Herausgeberschaften
- Frühe Bauernkulturen in Niedersachsen. Linienbandkeramik, Stichbandkeramik, Rössener Kultur (= Archäologische Mitteilungen aus Nordwestdeutschland. Bd. 1, ISSN 0170-5776). Isensee, Oldenburg 1983 (mit Ausstellung).
- Leben – Glauben – Sterben vor 3000 Jahren. Bronzezeit in Niedersachsen. Eine niedersächsische Ausstellung zur Bronzezeit-Kampagne des Europarates (= Begleithefte zu Ausstellungen der Abteilung Urgeschichte des Niedersächsischen Landesmuseums Hannover. Bd. 7). Isensee, Oldenburg 1996, ISBN 3-89598-404-3.